# Беєрсхот
«Беєрсхот» (нід. Beerschot) — колишній професійний бельгійський футбольний клуб з міста Антверпен. Виступав у Лізі Жюпіле. Домашні матчі проводив на стадіоні «Олімпійський», який вміщує 12 771 глядача.

## Історія
Футбольний клуб «Беєрсхот» було створено у 1920 році у невеликому місті Екерен під назвою «Жерміналь-Екерен». Інший клуб під назвою «Беєрсхот» заснували на два десятиліття раніше (1899). За свою довгу історію «Жерміналь-Екерен» мав небагато здобутків у бельгійському футболі, лише одного разу зігравши у Кубку УЄФА у сезоні 1991-92, на відміну від багаторазового чемпіона Бельгії «Беєрсхота».
А проте до кінця XX сторіччя «Беєрсхот» розгубив колишню силу й животів у третьому футбольному дивізіоні Бельгії. Клуб переживав глибоку фінансову кризу. У той же час «Жерміналь-Екерен» намагався вирішити проблему з низькою відвідуваністю ігор уболівальниками та безперспективністю розширення бази та стадіону в маленькому місті, тому 1999 року екеренці вирішили об'єднатися з потопаючим «Беєрсхотом». Після злиття клубу змінили назву на «Жерміналь-Беєрсхот». Він отримав реєстраційний номер футбольної асоціації 3530 екеренської команди, зберігаючи її місце у вищому дивізіоні, проте переїздив з екеренської арени на стадіон «Беєрсхота» у Антверпені, який згодом було перебудовано. «Жерміналь-Беєрсхот» став продовжувачем історії та традицій клубу «Жерміналь-Екерен», досягнення ж команди «Беєрсхот», утвореної у 1899 році, не відносяться до команди, що перейхала у 1999-му з Екерена до Антверпена.
17 травня 2011 року офіційну назву клубу було змінено на «Беєрсхот». Префікс «Жерміналь», який нагадував про злиття з «Екереном», був прибраний після того, як останні представники колишнього «Жерміналь-Екерена» вийшли зі складу керівництва об'єднаного клубу.
У травні 2013 року було анонсовано ліквідацію футбольного клубу «Беєрсхот». Після того як клуб не зумів представити Королівській Бельгійській футбольній асоціації фінансовий план, він втратив право виступати у першому дивізіоні. Після невдалих спроб знайти фінансування для виступів у нижчих дивізіонах клуб вирішили повністю ліквідувати. Відкритим залишалось питання про долю гравців і реєстраційного номера футбольної асоціації, проте згодом номер скасували, а гравців розпустили як вільних агентів.
У червні 2013-го, після місячних перемовин між фанами ліквідованого «Беєрсхота» та керівництвом футбольного клубу «Вілрейк», відбулося неофіційне об'єднання клубів. «Вілрейк» змінив назву на «Беєрсхот-Вілрейк» та переїхав на стадіон «Олімпійський», проте залишив реєстраційний номер футбольної асоціації. З сезону 2013-14 клуб «Беєрсхот-Вілрейк» почав виступати у першому дивізіоні бельгійської регіональної ліги.

## Досягнення
- Кубок Бельгії:
  - Володар (2): 1996-97, 2004-05
  - Фіналіст (2): 1989-90, 1994-95
- Кубок бельгійської ліги:
  - Фіналіст (2): 1998, 1999